# 基斯·桑治
基斯·奈爾·桑治（Christopher Neil "Chris" Sang，1999年6月29日—），生於英國利物浦，英格蘭足球運動員，司職前鋒，現時效力英格蘭足球甲級聯賽球會貝利。

## 球員生涯
基斯桑治生於英國貝利，作為韋根的青訓產品， 於2017年7月8日與英甲球會貝利簽署為期兩年的合約，8月25日，他被外借到全國聯賽球會修夫港至2018年1月2日，並在2017年8月28日作客以1–2不敵沙福特城的賽事，在職業生涯首次亮相，和在9月2日主場以2–0擊敗達靈頓的賽事，取得職業生涯的首個進球，直到11月8日，他在9場比賽中錄得1球後，被召回貝利，並在11月18日作客布力般流浪的聯賽，後備入替哈里班，在英甲首次亮相，最終協助貝利以3–0勝出。

## 外部連結
- 足球数据库：基斯·桑治的球员统计数据
- Soccerway資料庫：基斯·桑治